# Les noces de Cana
Les noces de Cana è un cortometraggio del 1903 diretto da Lucien Nonguet e Ferdinand Zecca. Settimo episodio del film La Vie et la Passion de Jésus-Christ (1903), che è composto da 27 episodi.

## Trama
Gli ospiti sono seduti a tavola e tutti si godono la festa: ad un certo punto il vino finisce. Gesù ordina ai servi di portare dell'acqua, compiendo il suo primo miracolo trasforma l'acqua in vino e tutti gli rendono omaggio.